# Yoson
Der Yoson ist ein Fluss in Frankreich, der im Département Indre in der Region Centre-Val de Loire verläuft. Er entspringt beim Weiler Les Blusseaux, im Gemeindegebiet von Nuret-le-Ferron, entwässert generell in nordwestlicher Richtung durch das seenreiche Gebiet des Regionalen Naturparks Brenne und mündet nach rund 25 Kilometern in der Nähe des Weilers Subtray, im Gemeindegebiet von Mézières-en-Brenne, als linker Nebenfluss in die Claise.

## Orte am Fluss
(Reihenfolge in Fließrichtung)
- La Fontoison, Gemeinde Méobecq
- Méobecq
- La Caillaudière, Gemeinde Vendœuvres
- La Tourtière, Gemeinde Mézières-en-Brenne
- Corbançon, Gemeinde Mézières-en-Brenne